# Jan Piwowarczyk

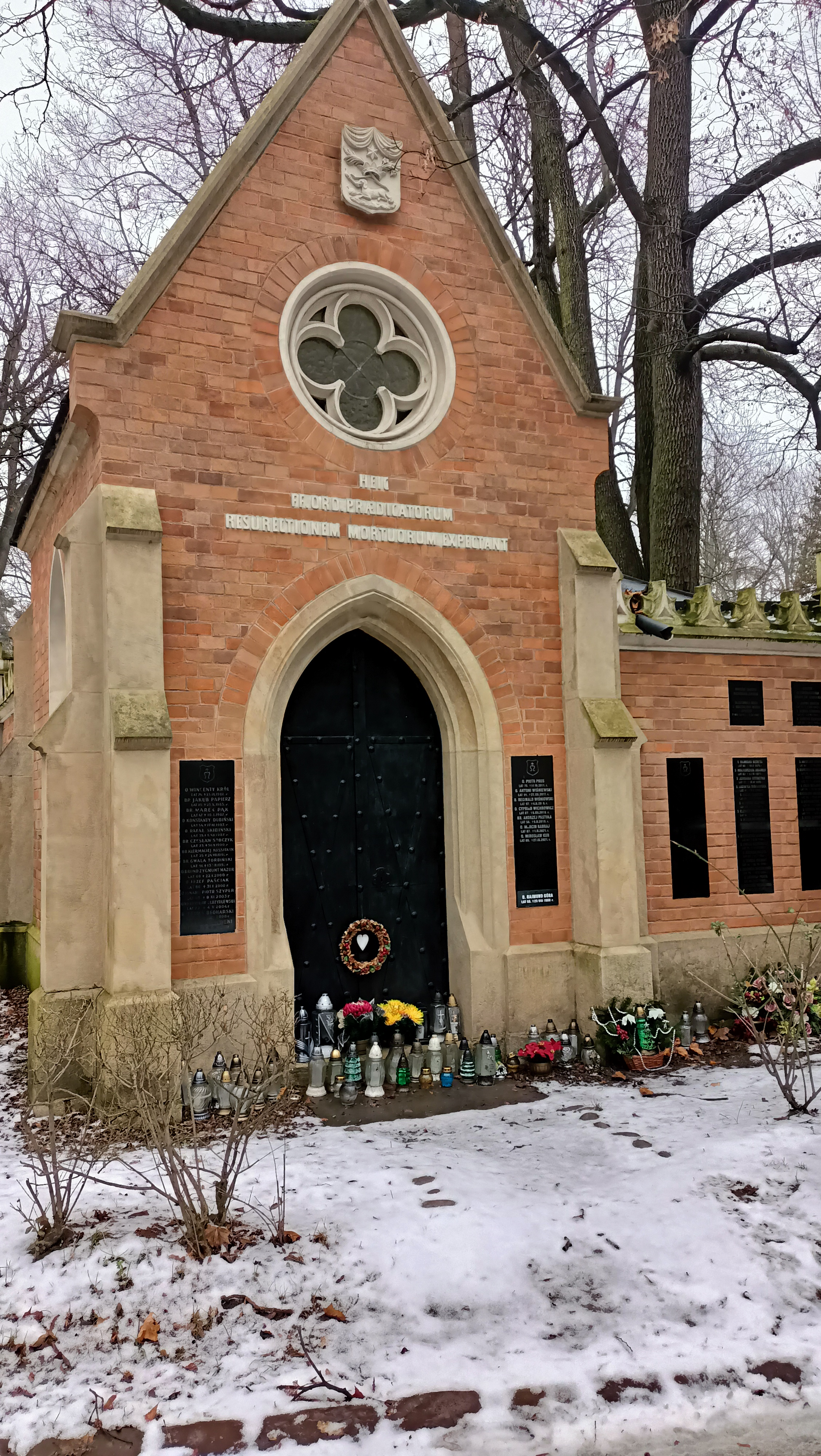
Grobowiec Kapituły Metropolitalnej, w którym pochowany jest Jan Piwowarczyk

Jan Piwowarczyk (ur. 29 stycznia 1889 w Brzeźnicy, zm. 29 grudnia 1959 w Krakowie) – kapłan katolicki, doktor teologii, prałat, dziennikarz.

## Życiorys
W 1907 po zdaniu matury rozpoczął naukę w Arcybiskupim Seminarium Duchownym w Krakowie. Święcenia kapłańskie otrzymał 2 lipca 1911 z rąk biskupa Anatola Nowaka w katedrze na Wawelu. W latach 1912–1916 był wikarym w Podgórzu. Następnie był wikariuszem w parafii św. Szczepana w Krakowie, mansjonarz Kościoła Mariackiego oraz katecheta w szkołach krakowskich. W 1922 wszedł do redakcji związanego z chrześcijańską demokracją, wydawanego w Krakowie dziennika „Głos Narodu”, w którym w latach 1936-1939 pełnił funkcję redaktora naczelnego. Studiował na Wydziale Teologicznym Uniwersytetu Jagiellońskiego na którym w 1933 obronił doktorat na podstawie pracy pt. "Kryzys społeczno-gospodarczy w świetle katolickich zasad".
W 1939 opuszcza redakcję „Głosu Narodu” w związku z nominacją na proboszcza parafii św. Floriana w Krakowie. 8 września 1939 mianowany rektorem Wyższego Seminarium Duchownego Archidiecezji Krakowskiej. Funkcję tę pełnił do roku 1945. Jako rektor czasów wojny był człowiekiem obdarzonym ogromnym wyczuciem sytuacji. Był zmuszony w związku z rekwizycją Gestapo przenieść seminarium do Domu Katolickiego – dziś Filharmonia Krakowska i Pałacu Arcybiskupiego. Dbał o wysoki poziom nauki.
Od 27 października 1942 do 8 stycznia 1943 był więziony w więzieniu Montelupich. Po aresztowaniu profesorów UJ zorganizował nowe grono wykładowców. W 1942 przyjął do seminarium Karola Wojtyłę. Był założycielem Tygodnika Powszechnego i faktycznie przez pierwsze lata nim kierował, chociaż oficjalnie pełnił tylko funkcję asystenta kościelnego. W 1951 r. ustąpił z redakcji „Tygodnika Powszechnego” i wyjechał z Krakowa do Zebrzydowic gdzie mieszkał do 1955 roku.
Pochowany na cmentarzu Rakowickim w grobowcu kapituły.
Jan Paweł II po latach tak wspominał osobę ks. Piwowarczyka w swojej książce „Dar i Tajemnica”:
Jesienią roku 1942 powziąłem ostateczną decyzję wstąpienia do Krakowskiego Seminarium Duchownego, które działało w konspiracji. Przyjął mnie ks. Rektor Jan Piwowarczyk. Fakt ten miał jednak pozostać w najściślejszej tajemnicy, nawet wobec osób najbliższych. Rozpocząłem studia na Wydziale Teologicznym Uniwersytetu Jagiellońskiego, który także działał w konspiracji, pracując nadal fizycznie jako robotnik w Solvayu.

## Antysemityzm
W okresie międzywojennym Jan Piwowarczyk publikował antysemickie artykuły i komentarze do ówczesnych zajść antyżydowskich. O prześladowaniach Żydów w Trzeciej Rzeszy pisał w 1938 na łamach „Głosu Narodu”: Antysemityzm niemiecki, jak każdy zresztą antysemityzm, jest reakcją na zakusy żydostwa, na jego plany i na jego zdobycze w dziedzinie kulturalnej i gospodarczej. – Gdyby w Niemczech nie było żydów, to by nie było także antysemityzmu. Antysemityzm jest zawsze skutkiem, którego przyczyną zawsze jest żydowski imperializm. 25 marca 1937 w „Głosie...” pisał: Naród Złotego Cielca sprzed paru tysięcy lat pozostał narodem Złotego Cielca. [...] Pieniądze, interes i zysk – stanowi duszę tego narodu [...]. To tłumaczy zachowanie się żydów i w stosunku do katolików, którym chcą dostarczać artykułów kultu religijnego, i w stosunku do Hitlera, któremu łatwo przebaczają prześladowanie, byle tylko zechciał wejść z nimi w stosunki handlowe. [...] Kult Złotego Cielca kwitnie w tym narodzie w najlepsze.